# 76–84 Main Street (Prestwick)

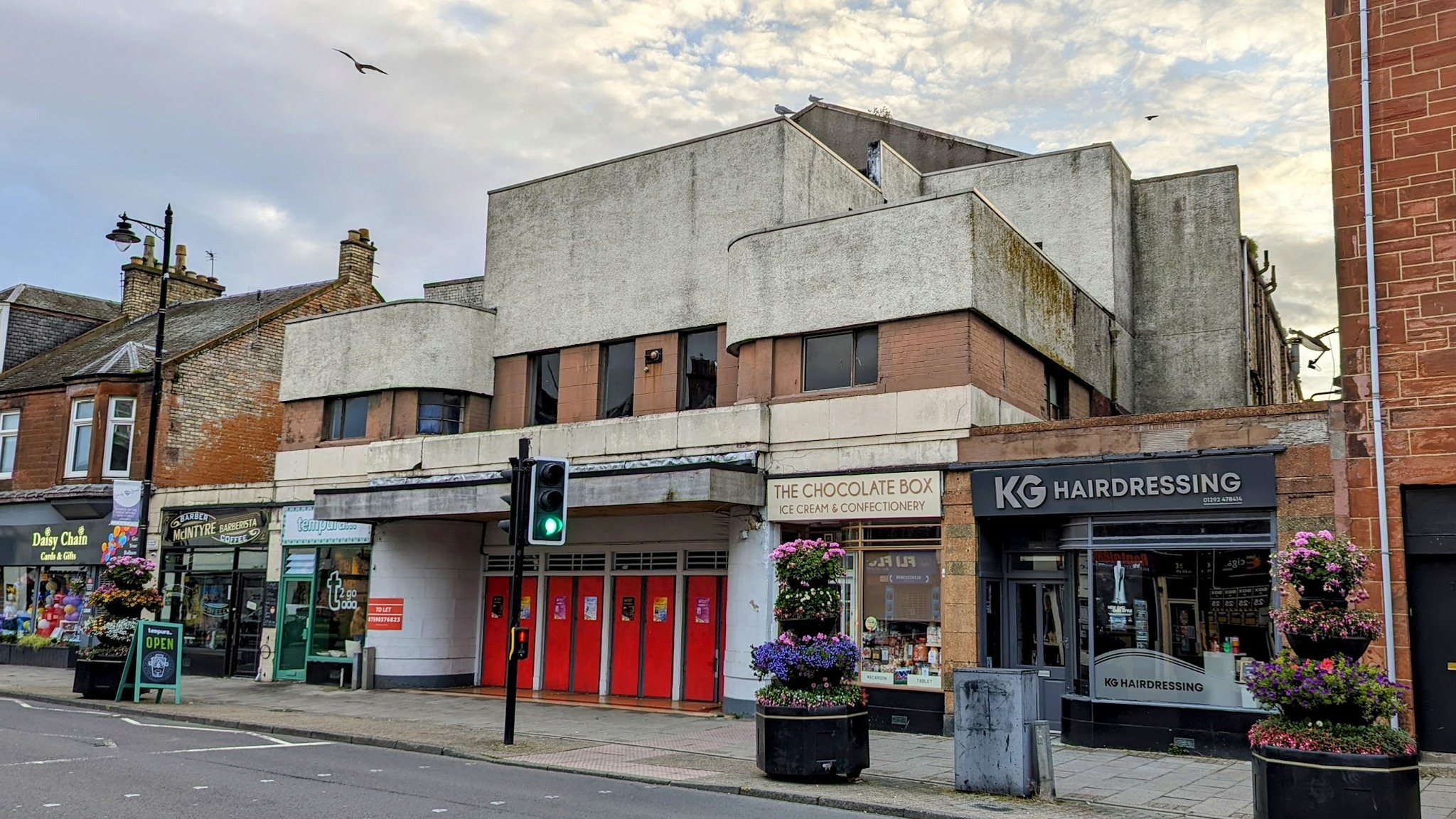
76–84 Main Street

Unter der Adresse 76–84 Main Street in der schottischen Stadt Prestwick in der Council Area South Ayrshire befindet sich ein ehemaliges Kinogebäude. 2004 wurde das Bauwerk in die schottischen Denkmallisten in der Kategorie C aufgenommen.

## Geschichte
Im Jahre 1934 wurde mit dem Bau des Kinogebäudes für die Prestwick Cinema Company begonnen. Als Architekt zeichnet Alister Gladstone MacDonald, Sohn von Ramsay MacDonald, dem ehemaligen Premierminister, verantwortlich, ein Spezialist für Kinogebäude. Das Gebäude wurde im Folgejahr fertiggestellt und als Broadway Cinema betrieben. Bereits 1966 wurde der Lichtspielbetrieb eingestellt und das Gebäude zu einer Bingohalle umgenutzt. Lange Jahre waren Teile des Gebäudes ungenutzt und es wurde 2004 in das Register gefährdeter denkmalgeschützter Bauwerke in Schottland aufgenommen. Sein Zustand wurde 2014 als gut bei geringem Risiko beschrieben.

## Beschreibung
Das Gebäude liegt an der Main Street (A79), eine der Hauptverkehrsstraßen der Stadt. Die Gestaltung ähnelt dem ein Jahr zuvor erbauten Playhouse Cinema. Der symmetrisch aufgebaute zweistöckige Eingangsbereich mit Flachdach ist im Art déco gestaltet. Geschwungene Kanten führen zu dem zentralen, leicht zurückversetzten Eingang hin. An den Außenseiten sind kleine Ladengeschäfte eingerichtet. Vier zweiflüglige hölzerne Eingangstüren führen in den Eingangsbereich. Sie sind mit Kämpferfenstern gearbeitet. Wie auch bei Teilen des Eingangsbereiches besteht das Mauerwerk des Veranstaltungsgebäudes aus Backstein, welcher an den Fassaden verputzt ist. Dieser Bereich schließt mit einem Satteldach. Im Innenraum ist zu großen Teilen die Originaleinrichtung erhalten.